# Alighiero di Cacciaguida
Alighiero I (XII secolo) era il bisavolo di Dante Alighieri, da lui citato nel Paradiso tramite le parole del padre di Alighiero e trisavolo di Dante, Cacciaguida (Pd. XV 91-94).

## Biografia
Alighiero era quindi padre di Bellincione, padre a sua volta di Alighiero II e nonno di Dante. Da lui la famiglia iniziò a chiamarsi degli Alighieri.
Non si conoscono molte notizie storiche sulla sua biografia. Appare ancora vivo in un documento del 14 agosto 1201, ma Dante probabilmente lo credeva morto prima del 1200, se dice che si trova in Purgatorio tra i superbi da più di cento anni (essendo il viaggio immaginario del poeta svoltosi nel 1300).